# Niels Nielsen Brahe
Niels Nielsen Brahe till Vanås och Vittskövle i Skåne, död (avrättad) i juni 1529, var ett danskt riksråd, son till Niels Pedersen Brahe och Magdalene Olufsdatter.
Han blev uppfostrad med fiendskap till lübeckarna, som på Kristian I:s tid hade mördat hans morfar, Olaf Nielsen till Talge, lensmand i Bergen. Han låg själv i strid med släkten Sparre, på grund av att han hade dräpt Tord Jepsen Sparre, och en lång följd av år (1514–1522) hade han en tvist med ärkebiskop Birger Gunnersen i Lund om sin hustru Anna Langs gods på Bornholm.
Han slöt sig 1525, under Søren Norbys bonderesning, till Kristian II under vars regeringstid han tidigare hade fått hjälp mot sina ovänner. Då han emellertid 1523 hade hyllat Fredrik I blev han efter nedkämpandet av upproret dömd för högförräderi och fråndömd ära, liv och gods.
Medan hans stora godsinnehav blev ett begärligt byte för hans adliga gelikar (Tyge Krabbe, Axel Axelsen Brahe med flera), undslapp han själv till Mecklenburg, varifrån han krigade mot Kristian II:s fiender; men då han vågade sig i land i Skåne för att besöka sin hustru, blev han gripen och avrättad i Köpenhamn, efter att man utan framgång genom tortyr hade sökt att få upplysningar om andra av Kristians anhängare.